# وریشت (آلمان)
وریشت (به آلمانی: Wrist) یک شهر در آلمان است که در اشتاینبورگ واقع شده‌است. وریشت ۲٬۵۱۰ نفر جمعیت دارد.